# 紅巨翅螢金花蟲
紅巨翅螢金花蟲（学名：Meristoides grandipennis）为金花蟲科巨翅螢金花蟲屬下的一个种。